# Rosch ha-Schana (Mischna)
Rosch ha-Schana (hebräisch ראש השנה ‚Anfang des Jahres‘) ist ein Traktat der Mischna in der Ordnung Mo'ed (Festzeiten, Festtag).

## Inhalt und Aufbau
Der Traktat behandelt in zwei Teilen Fragen zum Kalenderwesen (1,1–3,1) und zur Liturgie am Neujahrstag (3,2–4,9). Die erste Mischna definiert vier verschiedene Jahresanfänge: Am 2. Nisan für den Festzyklus und die Zeitrechnung (der Könige), am 1. Elul im Hinblick auf die Verzehntung des Viehs, am 1. Tischri für den Beginn des „bürgerlichen“ Jahres und am 16. Schwat das Neujahrsfest der Bäume.
Daran schließen sich Festlegungen über die Art und Weise der Mondbeachtung an. Zur Zeit der Mischna richtete sich die Festlegung des Kalenders v. a. nach der Beobachtung des Monatsanfangs, wenngleich zur Korrektur oder im Zweifelsfalle Berechnungen zur Seite standen. Die Mischna behandelt Bestimmungen über folgende Fragen:
- wann haben Aktivitäten im Zusammenhang der Beobachtung Vorrang vor anderen Festen
- welche Beobachtung wird wie gewertet
- welche Zeugen sind zur Mondbeobachtung zugelassen
- wie wird das Entscheidungsergebnis bekanntgemacht

Mischna 2,9 enthält eine berühmte Episode über einen Streit zwischen Rabban Gamliel und Rabbi Jehoschua hinsichtlich der Kalenderberechnung, nach welcher Rabban Gamliel seinen Kontrahenten zwang, die Kalenderberechnung Gamliels anzuerkennen und sogar den Jom Kippur (nach eigener Berechnung) zu entweihen. Es ist hier deutlich das Prinzip ausgedrückt, dass in Fragen des Kultes die gemeinschaftliche bzw. gemeinschaftsstiftende Festlegung im Zweifelsfalle Vorrang hat vor einer Einzelmeinung, die für das Beharren auf ihrer Position den gesellschaftlichen Frieden aufs Spiel setzt.
Im zweiten Teil des Traktates werden folgende Themen verhandelt:
- wie muss der Schofar beschaffen sein
- wie hat das Blasen des Schofars zu erfolgen
- wie ist die liturgische Ordnung am Neujahrstag

Kapitel 3 endet mit einem aggadischen Ausblick, wie es für Schlüsse von Traktaten üblich ist, so dass man hier einen ursprünglichen Schluss des Traktates annehmen kann, zumal die ersten Mischnajot in Kapitel 4 thematisch eine Sonderstellung einnehmen: Sie behandeln eine Reihe von Taqqanot/Änderungsbestimmungen, die Rabban Jochanan ben Sakkai nach der Zerstörung des Tempels anordnete.